# Johann Bernhard Krey
Johann Bernhard Krey, auch Bernhard Krey (* 1771 in Rostock; † 6. Oktober 1826 ebenda) war ein deutscher protestantischer Theologe und Historiker.

## Leben
Johann Bernhard Krey studierte Theologie an der Universität Rostock und der Universität Jena und unterhielt dann in seiner Geburtsstadt mit  (Johann) Joachim Eberhard (1772–1856), dem späteren Pastor zu Penzlin, der 1807 sein Schwager wurde, eine Privatschule. 1799 wurde er als Gehilfe des Klosterpredigers bestellt, 1806 Diakon (= 2. Pastor), 1814 Pastor zu St. Petri in Rostock. Nebenbei war er 1807 Prediger an der damaligen Katharinenkirche, 1808–1815 am Zuchthause und seit 1814 am damaligen Hospital „Lazareth“. 1806 wurde er als Magister artium promoviert, 1816 wurde er D. theol., 1818 fiel ihm mit dem Seniorat des geistlichen Ministerii „das Directorium“, d. h. die städtische Superintendentur, zu, auf welche er verzichtete. Er ertrank, auf welche Weise ist nicht völlig klar, am 6. Oktober 1826.

## Schriften
Er hat eine größere Anzahl eigener Predigten drucken lassen, gab auch Ch. M. Th. Stevers Predigten mit K. Genzken 1818 heraus. Große Verdienste hat er sich um die Mecklenburgische und speziell die Rostocker Gelehrtengeschichte erworben, zu der er mehrere Bücher herausgab. Er war Mitarbeiter am „Nordteutschen Unterhaltungsblatt“ und an Geistnhayners „Mecklenburg. Blättern“.
- Andenken an die Rostockschen Gelehrten aus den letzten drei Jahrhunderten. In 8 Stücken und einem Anhang. Rostock 1814–1816.
  - 1. Stück (Digitalisat)
  - 2. Stück (Digitalisat)
  - 3. Stück (Digitalisat)
  - 4. Stück (Digitalisat)
  - 5. Stück (Digitalisat)
  - 6. Stück (Digitalisat)
  - 7. Stück (Digitalisat)
  - 8. Stück (Digitalisat)
  - Anhang (Digitalisat)
- Erinnerungen an die Herzöge Heinrich V. und Johann Albrecht I. von Mecklenburg, bei der dritten Säcularfeier der Reformation Luthers. Rostock 1817. (Digitalisat)
- Die Rostockschen Humanisten. Ein historischer Versuch in 2 Hälften. Rostock 1817 und 1818. (Digitalisat)
- Die Rostockschen Theologen. Ein historischer Versuch. Rostock 1817. (Digitalisat)
- Beiträge zur Mecklenburgischen Kirchen- und Gelehrtengeschichte. 2 Bde. Rostock 1818 und 1821–1823. (Digitalisat)